# Michael Corrente
Michael Corrente (ur. 6 kwietnia 1959 w Pawtucket) – amerykański reżyser i producent filmowy.

## Życiorys
Debiutował w 1994 Gangiem z Federal Hill, czarno białym obrazem rozgrywającym się we włoskiej społeczności w dzielnicy Federal Hill w Providence. Dwa lata później nakręcił American Buffalo na podstawie sztuki Davida Mameta z Dustinem Hoffmanem i Dennisem Franzem w rolach głównych. Inne jego dzieła to komedia Prawa młodości, rozgrywający się w Szkocji dramat Zwycięski gol oraz Brooklyn Rules z Alekiem Baldwinem.

## Reżyseria
- Gang z Federal Hill (Federal Hill 1994)
- American Buffalo (1996)
- Prawa młodości (Outside Providence 1999)
- Zwycięski gol (A Shot at Glory 2000)
- Brooklyn Rules (2007)